# 悪魔シリーズ
『悪魔シリーズ』（あくまシリーズ）は、赤川次郎による日本のユーモア推理小説のシリーズ。
花園学園高校に通う女子高生3人が様々な事件を解決していく。全てのタイトルに「悪魔」と付いているが、悪魔が登場するわけではなく、人間の中にある悪魔性を表しているのだろうと、『氷河の中の悪魔』の巻末解説で松田しのぶが述べている。
初登場は中編「鏡の中の悪魔」（徳間文庫『青春共和国』に収録、初出：『高一コース』〈学習研究社〉1980年11月号〜1981年3月号）で、主人公3人はこの時点では高校1年生である。その後、約1年経って、長編『灰の中の悪魔』で高校2年生となって登場し、シリーズ化された。

## シリーズ一覧
- 鏡の中の悪魔
- 灰の中の悪魔
- 寝台車の悪魔
- 黒いペンの悪魔
- 雪に消えた悪魔
- スクリーンの悪魔
- やさしすぎる悪魔
- 納骨堂の悪魔
- 氷河の中の悪魔
- シンデレラの悪魔
- 振り向いた悪魔

## 主な登場人物
矢吹 由利子（やぶき ゆりこ）
花園学園高校2年生。バレーボール部員（のち部長）。成績も容姿も体型も普通の高校生。両親と妹の4人暮らし。
面倒見の良い親分肌な性格。音痴だが、香子曰く「癒し効果のある」音痴で、パニックになりかけた大勢の人を正気に戻らせたこともある。
桑田 旭子（くわた あきこ）
花園学園高校2年生。優れた演技力を持つ。決してタレントなどではなく、古典劇を正面から演じられる、正統派の役者になることを夢見ている。
弘野 香子（ひろの きょうこ）
花園学園高校2年生。元華族という家柄の大金持ちの実業家の一人娘で、自宅は迷子になりそうなほどの大邸宅。色白の美少女で、「令嬢」を絵に描いたようなたおやかな女の子だが、合気道、薙刀、弓術に通じており、英語、フランス語、ドイツ語をマスターしている。半月ほど誕生日が早いという理由で、由利子を「お姉さま」と呼ぶ。
事件の際には、関係者の身の安全を守るために莫大な資産を使うこともあり、ヘリコプターを出動させたり、近辺のホテルを満室にしたり、自家用車のベンツを壁に激突させることも厭わない。
矢吹 真由子（やぶき まゆこ）
花園学園中学校2年生。由利子の3歳年下の妹。姉より背が高く、姉より美人。由利子らと行動を共にすることが多く、誘拐されたり殺されかけたりと、度々危険な目に遭う。